# Antonio Martelli
Pour les articles homonymes, voir Martelli.
Antonio Martelli (Florence, 1534 - 5 novembre 1618) est un condottiere italien de la famille florentine Martelli et chevalier de Malte depuis 1558.

## Biographie
Antonio est le fils de Pandolfo Martelli (1504-1568), exilé de Florence à la suite de divergences avec Cosme Ier de Toscane.
Après avoir été fait chevalier de Malte, Antonio Martelli recouvre diverses charges : 
- Commendatore de Città di Castello,
- Prieur de Messine,
- Sergent-major de l'armée vénitienne,
- Conseiller de guerre en Toscane.

En 1599, réconcilié avec les Médicis, il est nommé gouverneur de Livourne et à partir de 1617, général d'artillerie du Grand-duché de Toscane.
Il est surtout connu pour son portrait (1608 - 1609), réalisé par Le Caravage, probablement pendant son séjour à Malte. Antonio Martelli était âgé de soixante dix ans ; son portrait est conservé à la Galerie Palatine du Palais Pitti à Florence.
Antonio est le frère de Braccio Martelli, évêque de la diocèse de Fiesole et de Lecce.

## Sources
- (it) Cet article est partiellement ou en totalité issu de l’article de Wikipédia en italien intitulé « Antonio Martelli » (voir la liste des auteurs).